# John Leslie (Filmschaffender)

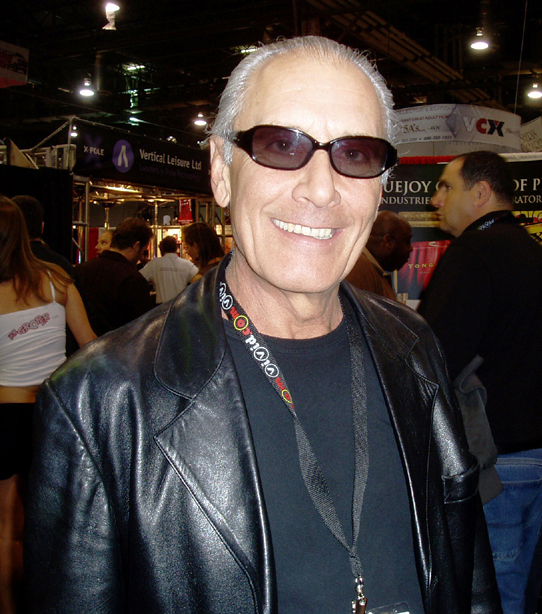
John Leslie (2007)

John Leslie, eigentlich John Leslie Nuzo, (* 25. Januar 1945 in Pittsburgh, Pennsylvania; † 5. Dezember 2010 in Mill Valley, Kalifornien) war ein US-amerikanischer Pornodarsteller und -regisseur. Leslie trat auch unter diversen Pseudonymen wie z. B. Louis T. Beagle, John Leslie Dupre und John Nuzzo auf.

## Leben
John Leslie führte zunächst eine Bar in Ann Arbor, Michigan. In den frühen 1970ern wurde er als Sänger der Band The Brooklyn Blues Busters regional bekannt. Der Blues-Veteran John Lee Hooker engagierte diese Band des Öfteren für seine Auftritte an der Ostküste der USA. Für das Ann Arbor Blues & Jazz Festival 1973 wurde diese Band auch von der Queen of the Blues, Victoria Spivey, als Begleitung ausgewählt.
John Leslie galt als ein Veteran im Pornogeschäft. 1978 spielten er und Annette Haven in Sex World von Anthony Spinelli. Er hat in Hunderten von Filmen gespielt (darunter 1981 in Blondes Have More Fun von John Seeman), Regie geführt und sie produziert. Er hat mit den Legenden der Industrie gearbeitet wie z. B. Seka, Juliet Anderson, Veronica Hart, Traci Lords, Kay Parker, Christy Canyon. Leslie war Mitglied der AVN Hall of Fame. Er war seit 1994 mit Kathleen Lucas verheiratet.
John Leslie starb am 5. Dezember 2010 im Alter von 65 Jahren an einem Herzinfarkt in seinem Haus in Mill Valley, Kalifornien. Zuvor war er noch einer der Gesprächspartner für die Dokumentation After Porn Ends, die im Jahr 2012 veröffentlicht wurde.

## Auszeichnungen
- 1985: AVN Award: „Best Supporting Actor -Film“
- 1988: AVN Award: „Best Actor Film“
- 1989: AVN Award: „Best Director Video“
- 1995: AVN Award: „Best Director Video“
- 1995: AVN Award: „Best Director Film“
- 1999: AVN Award: „Best Director Video“